# Булева формула
Булева формула — терм над некоторым множеством булевых функций. Более развёрнуто: пусть {\displaystyle F} — некоторое множество булевых функций, {\displaystyle X} — множество символов переменных, {\displaystyle S=\{}«{\displaystyle ,}» «{\displaystyle (}» «{\displaystyle )}»{\displaystyle \}} — множество символов пунктуации, причём все три множества попарно непересекаются. Булева формула над множеством функций {\displaystyle F} и множеством переменных {\displaystyle X} индуктивно определяется как слово над алфавитом {\displaystyle F\cup X\cup S} следующим образом:
1. слово {\displaystyle x}, где {\displaystyle x\in X} — формула;
2. слово {\displaystyle c}, где {\displaystyle c\in F} и {\displaystyle c} имеет арность {\displaystyle 0} — формула;
3. слово {\displaystyle f(\varphi _{1},\ldots ,\varphi _{n})}, где {\displaystyle f\in F}, {\displaystyle f} имеет арность {\displaystyle n>0}, {\displaystyle \varphi _{1},\ldots ,\varphi _{n}} — некоторые формулы, — формула;
4. любая формула получена за конечное число применения шагов 1-3.

Термин булева формула назван по имени Джорджа Буля.
Если переменная {\displaystyle x} входит в множество {\displaystyle X} — это ещё не значит, что она встречается в формуле. Подмножество {\displaystyle X(\Phi )\subseteq X} переменных, которые встречаются в формуле, называется множеством переменных формулы {\displaystyle \Phi }. Оно всегда конечно. Формулы, множество переменных которых пусто, называются замкнутыми.
Пусть {\displaystyle {\tilde {x}}=(x_{1},\ldots ,x_{n})} — конечный набор (так в теории дискретных функций принято называть кортежи, пустые кортежи тоже допускаются) переменных такой, что {\displaystyle X(\Phi )\subseteq {\tilde {x}}}. Значением формулы {\displaystyle \Phi } на наборе значений {\displaystyle {\tilde {\alpha }}=(\alpha _{1},\ldots ,\alpha _{n})\in E_{2}^{n}} переменных {\displaystyle {\tilde {x}}} определяется следующим образом:
- если {\displaystyle \Phi =x_{i}}, то

{\displaystyle \Phi [{\tilde {x}},{\tilde {\alpha }}]=\alpha _{i}};
- если {\displaystyle \Phi =f(\varphi _{1},\ldots ,\varphi _{n})}, то

{\displaystyle \Phi [{\tilde {x}},{\tilde {\alpha }}]=f(\varphi _{1}[{\tilde {x}},{\tilde {\alpha }}],\ldots ,\varphi _{n}[{\tilde {x}},{\tilde {\alpha }}])}.
Говорят, что формула {\displaystyle \Phi } задаёт функцию {\displaystyle f} относительно набора переменных {\displaystyle {\tilde {x}}} при если функция {\displaystyle f} определяется соотношением:
{\displaystyle f(\alpha _{1},\ldots ,\alpha _{n})=\Phi [{\tilde {x}},{\tilde {\alpha }}]}
Формула называется тождественно истинной (ложной), если она истинна (ложна) на любых наборах. Две булевы формулы называются эквивалентными тогда и только тогда, когда они равны на любых наборах.
Всего существует {\displaystyle 2^{2^{n}}} {\displaystyle n}-арных булевых функций, поэтому существует столько же классов эквивалентных булевых формул над множеством переменных мощности {\displaystyle n}.